# Rumänien-Rundfahrt 1986
Das Etappenrennen Rumänien-Rundfahrt 1986 (rumänisch Turul ciclist al României) führte über acht Etappen. Es war die 24. Austragung des Etappenrennens Rumänien-Rundfahrt. Gesamtsieger wurde Frank Schönherr aus der DDR.

## Teilnehmer
Am Start waren Nationalmannschaften aus der DDR, Bulgarien, Rumänien (Straße und Bahn) sowie einige Vereinsmannschaften aus der DDR, Bulgarien und Rumänien.

## Rennen
Veranstalter war der rumänische Radsportverband. Die Gesamtdistanz betrug 1.102 Kilometer, wobei es keinen Ruhetag gab. Neben der Einzelwertung gab es eine Mannschaftswertung, eine Sprintwertung und ein Klassement für die besten Bergfahrer. 46 Fahrer beendeten die Rundfahrt.

## Etappen
Die Rundfahrt führte über insgesamt acht Etappen ohne Einzelzeitfahren.
| Etappe | Strecke                       | Länge in km | Sieger                            |
| ------ | ----------------------------- | ----------- | --------------------------------- |
| 1      | Bukarest–Focșani              | 174         | Sergio Oprescu, Rumänien          |
| 2      | Focșani–Piatra Neamt          | 161         | Hans-Jörg Lempart, DDR            |
| 3      | Piatra Neamt–Vatra Dornei     | 149         | Dariusz Matuszek, DDR             |
| 4      | Vatra Dornei–Bistrița         | 85          | Hardy Gröger, DDR                 |
| 5      | Bistrita–Cluj-Napoca          | 112         | Valentin Constantinescu, Rumänien |
| 6      | Cluj-Napoca–Alba Iulia        | 100         | Michael Prix, DDR                 |
| 7      | Alba Iulia–Căciulata (Vâlcea) | 138         | Dariusz Matuszek, DDR             |
| 8      | Căciulata (Vâlcea)–Bukarest   | 176         | Mircea Romascanu, Rumänien        |

## Gesamtwertungen

### Einzel (Gelbes Trikot)
Im Endklassement siegte Frank Schönherr, der während des Rennens ohne Tageserfolg geblieben war. 
| Platz | Name                    | Mannschaft | Zeit       |
| ----- | ----------------------- | ---------- | ---------- |
| 1.    | Frank Schönherr         | DDR        | 29:04:58 h |
| 2.    | Valentin Constantinescu | Rumänien   | + 1:06 min |
| 3.    | Dariusz Matuszek        | DDR        | + 2:11 min |
| 4.    | Michael Prix            | DDR        | + 2:21 min |
| 5.    | Gheorghe Neagoe         | Rumänien   | + 2:36 min |
| 6.    | Hardy Gröger            | DDR        | + 6:55 min |

### Mannschaftswertung
Die Mannschaftswertung gewann die rumänische Straßenauswahlmannschaft. 

### Bergwertung
Sieger der Bergwertung wurde Petar Petrow aus Bulgarien vor Nentcho Stajkow.

### Sprintwertung
Sieger der Sprintwertung wurde Olaf Jentzsch aus der DDR.